# Mediapolis (Iowa)
Mediapolis es una ciudad ubicada en el condado de Des Moines en el estado estadounidense de Iowa. En el Censo de 2010 tenía una población de 1560 habitantes y una densidad poblacional de 500,27 personas por km².

## Geografía
Mediapolis se encuentra ubicada en las coordenadas 41°0′28″N 91°9′50″O / 41.00778, -91.16389. Según la Oficina del Censo de los Estados Unidos, Mediapolis tiene una superficie total de 3.12 km², de la cual 3.12 km² corresponden a tierra firme y (0%) 0 km² es agua.

## Demografía
Según el censo de 2010, había 1560 personas residiendo en Mediapolis. La densidad de población era de 500,27 hab./km². De los 1560 habitantes, Mediapolis estaba compuesto por el 98.46% blancos, el 0.32% eran afroamericanos, el 0.13% eran amerindios, el 0% eran asiáticos, el 0% eran isleños del Pacífico, el 0.26% eran de otras razas y el 0.83% pertenecían a dos o más razas. Del total de la población el 0.96% eran hispanos o latinos de cualquier raza.